# NGC 1765
NGC 1765 је спирална галаксија у сазвежђу Златна риба која се налази на NGC листи објеката дубоког неба.
Деклинација објекта је - 62° 1' 40" а ректасцензија 4h 58m 24,3s. Привидна величина (магнитуда) објекта NGC 1765 износи 12,9 а фотографска магнитуда 13,9. NGC 1765 је још познат и под ознакама ESO 119-24, AM 0457-620, PGC 16444.